# Louis Lambert (football)
Pour les articles homonymes, voir Louis Lambert et Lambert.
Ludovicus Louis Lambert, né à Brasschaat (province d’Anvers) le 13 décembre 1931 et mort le 2 février 2024, est un joueur de football belge actif durant les années 1950 et 1960. Il est surtout connu pour les onze saisons qu'il passe à l'Antwerp, remportant un titre de champion de Belgique. Il commence sa carrière au poste d'attaquant avant d’évoluer à celui d'arrière droit.

## Carrière en club
Louis Lambert est formé dans l'école des jeunes de l'Antwerp. En 1950, il est intégré à 19 ans au noyau de l'équipe première et dispute sa première rencontre officielle le 11 mars 1951 en déplacement au RFC Liège. Dans une équipe à l'attaque prolifique, le jeune joueur a du mal à s'imposer et ne dispute que quelques rencontres durant ses trois premières années chez les séniors. Lors de la saison 1953-1954, il obtient plus de temps de jeu et participe à 17 rencontres, inscrivant trois buts. Après une nouvelle saison passée principalement sur le banc des remplaçants, il voit ses équipiers remporter la Coupe de Belgique 1955 depuis le bord du terrain. Il s'impose définitivement dans le onze de base anversois à partir de la saison 1956-1957. Il dispute toutes les rencontres du championnat qui voit l'Antwerp être sacré champion de Belgique. Le club se qualifie ainsi pour la Coupe des clubs champions, dont il est éliminé en huitièmes de finale par le double tenant du titre, le Real Madrid.
Les bonnes prestations de Louis Lambert lui permettent d'être appelé en équipe nationale belge en décembre 1957 pour disputer un match amical en Turquie mais il reste sur le banc des remplaçants durant toute la rencontre. Il continue à jouer pour l'Antwerp jusqu'en 1961. Ayant perdu sa place de titulaire, il décide de quitter le club et rejoint le RAEC Mons, tout juste promu en Division 3. Il poursuit ensuite sa carrière dans plusieurs clubs des divisions inférieures et des séries provinciales.

## Statistiques
| Saison                | Club                  | Championnat           | Championnat | Championnat | Coupe(s) nationale(s) | Coupe(s) nationale(s) | Compétition(s) continentale(s) | Compétition(s) continentale(s) | Compétition(s) continentale(s) | Total | Total |
| Saison                | Club                  | Division              | M.          | B.          | M.                    | B.                    | Comp.                          | M.                             | B.                             | M.    | B.    |
| 1950-1951             | R. Antwerp FC         | Division 1            | 3           | 0           | 0                     | 0                     | -                              | 0                              | 0                              | 3     | 0     |
| 1951-1952             | R. Antwerp FC         | Division 1            | 1           | 0           | 0                     | 0                     | -                              | 0                              | 0                              | 1     | 0     |
| 1952-1953             | R. Antwerp FC         | Division 1            | 0           | 0           | 0                     | 0                     | -                              | 0                              | 0                              | 0     | 0     |
| 1953-1954             | R. Antwerp FC         | Division 1            | 17          | 3           | 0                     | 0                     | -                              | 0                              | 0                              | 17    | 3     |
| 1954-1955             | R. Antwerp FC         | Division 1            | 2           | 0           | 0                     | 0                     | -                              | 0                              | 0                              | 2     | 0     |
| 1955-1956             | R. Antwerp FC         | Division 1            | 19          | 0           | 5                     | 1                     | -                              | 0                              | 0                              | 24    | 1     |
| 1956-1957             | R. Antwerp FC         | Division 1            | 30          | 0           | 0                     | 0                     | -                              | 0                              | 0                              | 30    | 0     |
| 1957-1958             | R. Antwerp FC         | Division 1            | 28          | 2           | 0                     | 0                     | C2                             | 2                              | 0                              | 30    | 2     |
| 1958-1959             | R. Antwerp FC         | Division 1            | 18          | 0           | 0                     | 0                     | -                              | 0                              | 0                              | 18    | 0     |
| 1959-1960             | R. Antwerp FC         | Division 1            | 10          | 0           | 0                     | 0                     | -                              | 0                              | 0                              | 10    | 0     |
| 1960-1961             | R. Antwerp FC         | Division 1            | 9           | 0           | 0                     | 0                     | -                              | 0                              | 0                              | 9     | 0     |
| Total sur la carrière | Total sur la carrière | Total sur la carrière | 137         | 5           | 5                     | 1                     | -                              | 2                              | 0                              | 144   | 6     |

## Palmarès
- Une fois champion de Belgique en 1957 avec le Royal Antwerp Football Club.

## Carrière en équipe nationale
Louis Lambert est convoqué une fois en équipe nationale belge le 8 décembre 1957 pour disputer une rencontre amicale en Turquie mais il reste durant toute la rencontre sur le banc des remplaçants et n'a donc jamais joué avec les « Diables Rouges ». 
Le tableau ci-dessous reprend toutes les sélections de Louis Lambert. Les matches non joués sont indiqués en italique. Le score de la Belgique est toujours indiqué en gras.
| Date       | Compétition  | Adversaire | Lieu   | Score | Remarque |
| ---------- | ------------ | ---------- | ------ | ----- | -------- |
| 08/12/1957 | Match amical | Turquie    | Ankara | 1-1   |          |